# Délos
Délos (grec ancien : Δῆλος / Délos, dorien : Δᾶλος / Dalos, grec moderne : Δήλος / Đílos) est l’une des îles des Cyclades, en Grèce. Minuscule (3,5 km2), aride, depuis longtemps inhabitée, elle se situe à l’est de l’île de Rhénée (14 km2, inhabitée) et à l’ouest de Mykonos. Ses pentes sont douces et le mont Cynthe ne dépasse pas 113 m. L’abri portuaire a toujours été exposé aux vents qui, dès qu’ils se lèvent, rendent l’île inaccessible. Dans la partie basse se trouvait jadis un lac sacré d’eau douce, aujourd’hui à sec.
Elle a joué un rôle considérable en Grèce antique tant sur le plan commercial que religieux et politique ; son rayonnement a connu son apogée au VIe siècle av. J.-C. L’île avait alors de l’eau potable. Le site a été inscrit au patrimoine mondial de l'Unesco en 1990.

## Toponymie
Elle a connu plusieurs dénominations dans l’Antiquité : Lagia (l'« île aux lièvres ») ; Ortygie (l’« île aux cailles ») ; Pyripyle (« porte de feu ») ; Cynthère (l'« île de Cynthia », nom carien d'Artémis) ou encore Pélasgie (l’« île des Pélasges »). Le nom de Délos (« claire », « visible ») s’explique par la mythologie.[réf. nécessaire]
Avant 1940, elle s'appelait officiellement « Petite-Délos » ( : Μικρά Δήλος), le nom de Délos désignant Rhénée.

## Mythologie
Le principal facteur de développement de l’île tient à la mythologie : elle était considérée comme l’« île sacrée d’Apollon », l’endroit où le dieu est censé être né, avec sa sœur jumelle Artémis. Selon la légende, lorsque Léto fut enceinte de Zeus, Héra, jalouse, la poursuivit pour l’empêcher de donner naissance à son enfant. Léto ne put trouver refuge que sur un rocher à peine visible à la surface des flots, nommé Astéria (« étoile »). Elle promit à ce rocher qu’il cesserait de dériver et que l’enfant à naître en ferait une île prospère et renommée. Une fois l’enfant Apollon né, l’îlot d’Astéria fut éclairé et devint visible (délos en grec).
On racontait aussi que l’île aurait été créée par le plongeon d’Astéria, sœur de Léto, dans la mer, pour échapper aux insistances de Zeus, ou encore par Poséidon, à la demande de Zeus. D'un coup de son trident, le dieu de la mer fit sortir de l’eau deux rochers plats : Délos et Rhénée.
Selon Aristote, l’île est nommée Délos « l'apparente » parce qu’à sa naissance, elle est apparue soudainement. Pline l'Ancien dans son Histoire naturelle raconte que l’île fut longtemps flottante et qu’elle fut nommée Pyrpylé « porte du feu » en raison du fait qu’on y aurait découvert du feu pour la première fois.

## Histoire

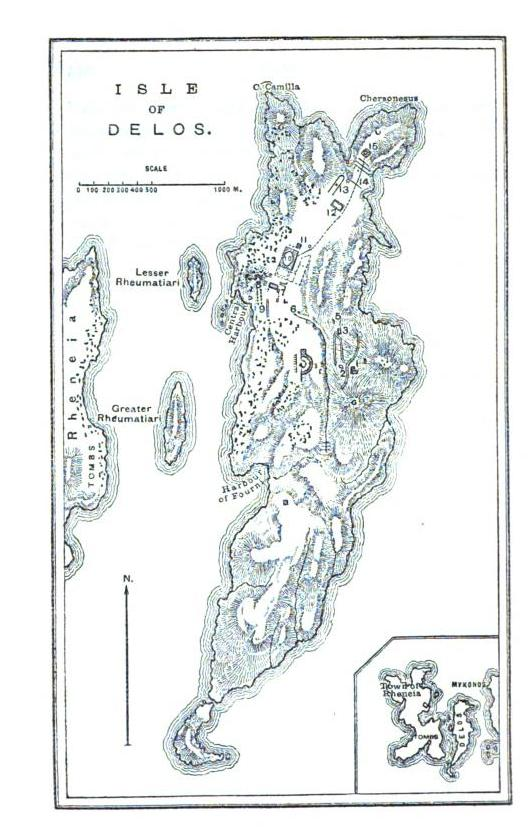
Carte de Délos et de ses sites archéologiques par Richard Claverhouse Jebb en 1907.

Les plus anciennes traces d’habitations remontent à la deuxième moitié du IIIe millénaire av. J.-C. et se trouvent sur le mont Cynthe. Il s’agit de populations préhelléniques ultérieurement surnommées « Pélasges » et vivant dans des habitations sommaires : abris de chevriers ou de pêcheurs, voire de pirates comme le dit Thucydide.
Entre cet habitat rustique et l’époque mycénienne, rien ne permet d’établir avec certitude la présence d’humains, d’autant que les variations climatiques et la petite taille de l’île sont susceptibles de l’avoir privée d’eau douce par périodes.
Thucydide écrit à propos des premiers habitants de Délos : « Plus spécialement la piraterie était le fait des insulaires, Cariens et Phéniciens, telle était, en effet la population de la plupart des îles ; et voici qui en témoigne : lors de la purification de Délos par les Athéniens, au cours de la guerre qui nous occupe, quand on fit disparaître toutes les tombes qui se trouvaient dans l’île, on s’aperçut que plus de la moitié était des tombes cariennes ; cela se reconnut à l’attirail guerrier accompagnant le mort, ainsi qu’au mode de sépulture, qui est celui que pratiquent encore les Cariens aujourd’hui ». Quand il parle de « Cariens », Thucydide fait référence aux habitants de la Carie, région historique d’Asie mineure.

### Période mycénienne (XVIe–XIIesièclesav. J.-C.)
Les Achéens sont présents dans l’île dès le XVe siècle av. J.-C. : Délos est l’une des premières Cyclades où l’influence du continent se fait ressentir. Celle-ci reste relativement modeste dans l’archipel jusqu’aux environs de 1250 av. J.-C..

### Âges «obscurs» (XIIIe–IXesièclesav. J.-C.)
Cette période est surnommée « obscure » par les archéologues et historiens en raison de la rareté des sources. Toutefois on a des preuves que les Ioniens ont abordé l’île au cours du XIe siècle av. J.-C.

### Période archaïque (IXe–VIesièclesav. J.-C.)
À l’époque archaïque, et au début de son développement, Délos est visiblement influencée par l’île de Naxos au niveau artistique et architectural. En témoignent les nombreux monuments historiques édifiés à cette époque, comme l’oikos des Naxiens, la terrasse des lions, le Colosse des Naxiens et la statue de Nicandre, offrande à Artémis.
L’essentiel de la construction de l’oikos des Naxiens date ainsi du premier quart du VIIe siècle av. J.-C. La charpente et le toit étaient entièrement en marbre, ce qui montre la maîtrise technique des Naxiens ; car il s’agit sûrement du premier toit de marbre à Délos et peut-être même de Grèce. Cependant aucun texte ne précise la nature de la présence naxienne, il est donc peu probable que Naxos ait eu un rôle politique ou institutionnel à Délos à cette époque.
Dans la seconde moitié du VIe siècle av. J.-C., c’est surtout la cité d’Athènes qui cherche à affirmer son autorité sur l’île et son sanctuaire. Entre 540 et 528 av. J.-C., le tyran Pisistrate ordonne une première « purification » de l’île. Il s’agit en fait d’enlever les sépultures présentes au niveau du sanctuaire d’Apollon et de les déplacer sur l’île voisine Rhénée, en raison de l’interdiction sacrée de mourir sur Délos.
« Jadis Pisistrate, tyran d’Athènes, l’avait purifiée, mais seulement en partie, sur l’étendue de l’île que l’on découvre du temple », écrit Thucydide.
Cette mainmise d’Athènes se traduit notamment par la construction du Pôrinos Naos, un des trois temples d’Apollon, qui est de technique attique.
Vers 525 av. J.-C., un autre tyran se manifeste à Délos : Polycrate de Samos. D’après Thucydide, c’est lui qui consacra l’île de Rhénée à Apollon Délien, et qui aurait relié les deux îles par une chaîne. Délos conserva ensuite toujours la propriété d’une partie de Rhénée et en tira l’essentiel de ses revenus à travers l’exploitation des terres. C’est également sur Rhénée, où œuvraient sages-femmes, herboristes et médecins, que l’on accouchait et que l’on soignait les malades, tandis qu’il était interdit de naître et de mourir sur Délos.

### Période classique (Ve–IVesièclesav. J.-C.)
Délos est par la suite mentionnée par Hérodote au moment des guerres médiques, en 490 av. J.-C.. Un amiral perse nommé Datis se rend sur l’île sacrée lors de son expédition vers la Grèce. Alors qu’il a saccagé l’île de Naxos, il respecte et honore le sanctuaire d’Apollon Délien.
En 478 av. J.-C. Athènes choisit Délos comme siège de ligue maritime que les historiens modernes nomment « ligue de Délos » : l’alliance que formèrent les cités grecques pour lutter contre les Perses, après que ceux-ci eurent été refoulés de Grèce. C’est dans le grand temple d’Apollon qu’est déposé le trésor commun de la ligue, avant d’être transféré à Athènes en 454 av. J.-C. Cette domination athénienne se traduit par un contrôle administratif du sanctuaire : de nombreuses inscriptions relatives aux comptes du sanctuaire indiquent la présence de magistrats athéniens, les amphictyons, qui ont la charge d’administrer les biens du dieu. Cette domination prend aussi une forme religieuse et politique. En effet pendant la guerre du Péloponnèse, une épidémie se déclare à Athènes, qu’on attribue à la colère d’Apollon. Athènes décide alors à nouveau, en 426 av. J.-C., d’effectuer une purification de l’île, cette fois-ci complète.
Tout ce que contiennent les tombes des Déliens est transporté dans la « fosse de purification », dans l’île de Rhénée pour obéir à un oracle qui affirmait que toute l’île doit être consacrée exclusivement à Apollon. Après cette nouvelle purification, Athènes organise pour la première fois la fête quadriennale des Délia (en), faisant revivre les traditions archaïques que cite l’Hymne à Apollon d’Homère. Ces pèlerinages sont accompagnés de danses, de concours sportifs et culturels, de banquets et de chants, mais donnent également lieu à de nombreux échanges commerciaux.
La domination athénienne de l’île et sa sanctuarisation s’alourdissent en 422 av. J.-C., lorsqu’Athènes ordonne l’expulsion de tous les habitants pour motifs d’impureté (sans doute aussi pour des motifs politiques). Les Déliens furent accueillis à Adramyttion en Asie mineure mais purent revenir l’année suivante à la suite d’une nouvelle prescription de l’oracle de Delphes.
Après la défaite athénienne de 404 av. J.-C. (fin de la guerre du Péloponnèse), les Déliens prennent le contrôle de leur île et du sanctuaire pour une dizaine d’années. Athènes reprend les rênes en 394 av. J.-C.

### Période hellénistique (323 av. J.-C. à 30 av. J.-C.)
Après la mort d’Alexandre le Grand en 323 av. J.-C., des tensions et des guerres se jouent dans le monde hellénistique. Entre 321 et 281 av. J.-C. se déroule la guerre dite des diadoques : les successeurs d’Alexandre tentent de s’emparer du pouvoir et se disputent les terres de l’empire macédonien. Cela se passe d’abord entre Antipater, le régent de l’empire et quelques diadoques influents : Ptolémée, Séleucos et Antigone le Borgne. Puis la guerre oppose les Antigonides à une coalition regroupant Ptolémée, Séleucos, Lysimaque et Cassandre : Délos est sous le contrôle de ce dernier, mais les Athéniens y restent influents.
En 315 av. J.-C., Antigone le Borgne fait voter par ses troupes un décret déclarant la « liberté des Grecs ». C’est ce qu’on appelle la proclamation de Tyr. Il envoie par la suite son neveu Dioscoridès en Égée pour prendre les îles qui étaient sous le contrôle de Cassandre. Se crée alors le koinon des Nésiotes (ou ligue des Nésiotes), la première organisation fédérale regroupant les îles égéennes. Délos est choisie comme centre religieux de cette confédération, en raison de l’importance du sanctuaire d’Apollon.

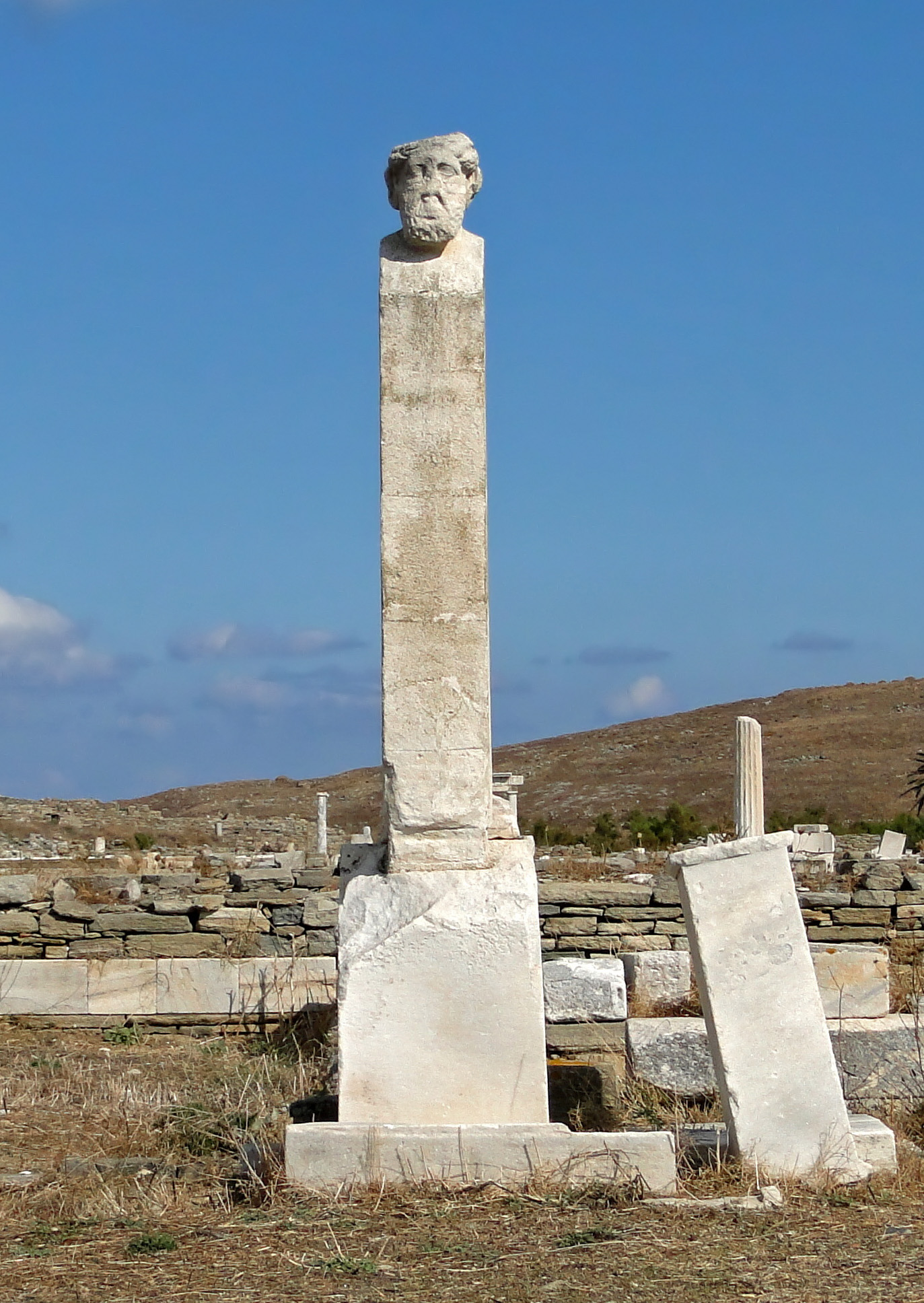
Buste d'Hermès de l'époque hellénistique.

#### L’indépendance de Délos (−314 à −167)
À partir de 314 av. J.-C., Délos est donc sous la protection des Antigonides et devient indépendante d’Athènes. Les Athéniens sont écartés de l’administration du sanctuaire d’Apollon, qui revient aux Déliens. Délos est alors entièrement contrôlée par les Déliens : aucune puissance étrangère n’interfère plus dans la gestion de la cité.
L’économie de Délos est une de celles que l’on connaît le mieux, grâce aux décrets honorifiques de la cité et aux documents de comptes (comptes des hiéropes) du sanctuaire d’Apollon, qui ont été préservés. Les hiéropes étaient chargés de compter et de répertorier les richesses du dieu, qu’il s’agisse de ses terres, de ses troupeaux, ou des offrandes qui lui étaient adressées.
Le sanctuaire avait notamment une activité bancaire importante, car les grands sanctuaires dans le monde grec servaient de banques de dépôt. De nombreux Déliens empruntent au sanctuaire pour la construction de bâtiments publics. L’époque de l’indépendance délienne concorde avec la construction de nombreux bâtiments comme le Kynthion, le Monument aux Taureaux, le Théâtre, le Portique de Philippe ou encore les Sarapieion A et B, pour ne citer qu’eux. Certains de ces monuments, comme le Portique de Philippe, sont également dus à l’évergétisme des divers monarques hellénistiques. Ces derniers financent et organisent aussi des fêtes en l’honneur du dieu.
On peut estimer que la population comptait entre 700 et 1 200 citoyens à cette époque. Si on ajoute les femmes et les enfants, on peut atteindre le nombre de 5 000, voire 6 000 habitants. En comptant les étrangers de passage et les esclaves présents sur l’île, on pourrait même arriver à 10 000 ou 12 000 personnes résidant à Délos. L’île était alors autosuffisante en eau et pourvue de grandes citernes. Un lac, aujourd’hui à sec, existait d’ailleurs dans la cité. Ces estimations sont toutefois discutées car la ville semble encore petite à cette période, réduite au Quartier du Théâtre. L’urbanisation des autres quartiers semble dater d’après 167 av. J.-C. Les fouilles ont montré que l’Est du Sanctuaire d’Apollon et du Quartier du Lac étaient encore occupés par des jardins.
L’île était couverte des terrasses servant aux cultures, dont des céréales. Le Sanctuaire possédait les terres et se chargeait de les entretenir et les travailler : des esclaves y assuraient le travail agricole, d’un caractère intensif. On y cultivait surtout de l’orge mais aussi des légumes et des fruits (figue, vigne). On sait aussi qu’il y avait des troupeaux sur Délos et sur l’île de Rhénée, en particulier des chèvres et des bovins.
Il y avait toutefois beaucoup d’importations. On importait une partie des céréales que la population consommait, ainsi que du bois et de l’encens pour le Sanctuaire. Toutes ces marchandises arrivaient par le port de Délos : l’emporion. C’était un grand port de commerce qui servait de transit entre Délos et les autres îles des Cyclades, ainsi qu’avec l’Orient. Cependant il était moins important que celui de l’île de Rhodes. Cette dernière est la puissance dominante au IIe siècle av. J.-C. et exerce son influence sur la Ligue des Nésiotes à partir des environs de 200 av. J.-C. Délos reste tout de même un important centre de redistribution des denrées à l’échelle des Cyclades.

#### Délos sous la domination athénienne (−167 à −69)
À partir de 167 av. J.-C., Délos perd à nouveau son indépendance : elle est confiée à Athènes par les Romains, tandis que son port est déclaré franc (régime d’immunité dont on ne connaît malheureusement pas les détails). Jusque là, Délos était restée indépendante et entretenait de bonnes relations avec Rome. La décision des Romains s’explique en fait principalement par leur volonté de ruiner l’île de Rhodes, adversaire puissant grâce à son économie portuaire.
De nombreuses communautés viennent s’installer sur l’île, expliquant la forte urbanisation de la période. Délos devient un centre culturel et marchand très important. On estime sa population à 25 000 personnes environ, soit une densité digne d’une grande métropole, de 7000 hab/km2. Les nombreux commerçants amènent avec eux leurs divinités orientales et leurs pratiques marchandes. C’est alors une véritable cité cosmopolite, qui comprend des Athéniens, des Italiotes, des gréco-égyptiens, des gréco-phéniciens et des romaniotes.
Le commerce d’esclaves se développe, impliquant jusqu’à 10 000 esclaves par jour d’après Strabon, notamment après la destruction de Corinthe en 146 av. J.-C.. On a très peu d’informations sur la façon dont se faisait ce commerce. Les fouilles n’ont montré aucune place ou entrepôt qui permettrait d’accueillir autant d’esclaves sur l’île. Une hypothèse est alors avancée : le commerce se serait fait directement en mer, de bord à bord. En effet, au niveau du port de Délos, on a trouvé une grande jetée qui aurait permis aux bateaux de s’amarrer pour transférer esclaves ou marchandises d’un bateau à l’autre. Quant à l’artisanat, les fouilles ont permis de montrer l’existence d’une production de luxe destinée notamment aux pèlerins venant visiter l’île. On observe ainsi des traces d’ateliers de sculpteurs, de verriers, de parfumeries, de joailleries et de fabriques de pourpre.
Cette intense activité économique est favorisée par le peu d’événements marquant l’histoire de l’île de 167 av. J.-C. à la fin de la période hellénistique (vers 25 av. J.-C.). Pendant la guerre qui oppose Rome à Mithridate Eupatôr, roi du Pont, l’armée de Mithridate débarque sur l’île à l’automne 88 av. J.-C. et saccage la cité. En 69 av. J.-C. des pirates alliés de Mithridate en font autant. Ces deux épisodes violents ne provoquèrent pas l’abandon complet de l’île, mais en dégradant le système d’adduction d’eau à partir des citernes, ils réduisirent en grande partie la population et l’activité économique. Délos n’est alors plus qu’un village peu peuplé, consacré essentiellement à l’entretien du Sanctuaire apollonien.

### Période impériale (27 av. J.-C. –Vesiècle)
Délos reste occupée jusqu’au VIe siècle. Son déclin est probablement dû à des causes multiples, naturelles (sécheresses, insuffisance en eau), économiques (concurrence des ports italiens, relations désormais plus directes entre l’Orient et l’Occident, piraterie qui rend les routes maritimes moins sûres) ou religieuses (le développement du christianisme, attesté dans l’île vers la fin du IIIe siècle, amène le déclin des pèlerinages apolloniens : on a reconnu les restes d’églises dans le Portique de Philippe, derrière les magasins du port et dans la Maison du Fournil, ainsi qu’un monastère sur l’emplacement de la Salle hypostyle, et les traces d’une basilique paléochrétienne dédiée à Saint Cyrique édifiée au Ve siècle, seul édifice chrétien encore visible aujourd’hui sur l’île).

### Époque médiévale (Ve–XVesiècles)
Le déclin de l’île est encore plus visible au VIIIe siècle lorsque Délos ne figure plus sur la liste des îles appartenant à l'évêché de Syros. L’île connaît de nombreux pillages et ravages au cours des VIIIe siècle et IXe siècle. Sous l’empereur byzantin Léon III l’Isaurien, elle est pillée en 729, puis en 769 par des Slaves, ainsi que par des Sarrasins venus de Crète en 821. À la suite de ces événements, Délos est ruinée et désertée. Les Latins en profitent pour la conquérir en 1204, après la prise de Constantinople. Dès lors ce sont des communautés catholiques de rite latin qui s’installent dans les îles des Cyclades. Ces communautés sont encore présentes aujourd’hui.

#### Les Hospitaliers
Les Hospitaliers de l'ordre de Saint-Jean de Jérusalem s’y installent avant 1329, probablement avec l’appui des ducs de Naxos, dans le contexte du dévelopement de la piraterie turque à cette période. On suppose qu’ils vivaient sur l’île de Rhénée (la « grande Délos ») plutôt que sur Délos. Ils avaient vraisemblablement quitté l’île avant le début du XVe siècle, celle-ci étant considérée en 1407 comme un repaire de pirates turcs

### Époque moderne (XVe–XIXesiècles)
En 1566, elle est conquise par les Turcs, et est alors appelée Sdili. L’île est désormais un repaire de pirates et une carrière pour les habitants des autres îles. Elle reste sous la domination ottomane jusqu’à la Guerre d'indépendance grecque qui débute en 1821.
En raison de son passé, Délos suscite la curiosité des navigateurs. On la retrouve ainsi dans de nombreux Insulaires des XVe et XVIe siècles. Ces recueils de cartes sont accompagnés de textes descriptifs relatant des visites sur l’île. On en dénombre près d’une centaine entre le XVe et le XIXe siècle. Presque tous les navigateurs ont parlé d’une île sans eau, aride, déserte, et peu de monuments sont identifiés.

### Époque contemporaine (XIXesiècleà nos jours)

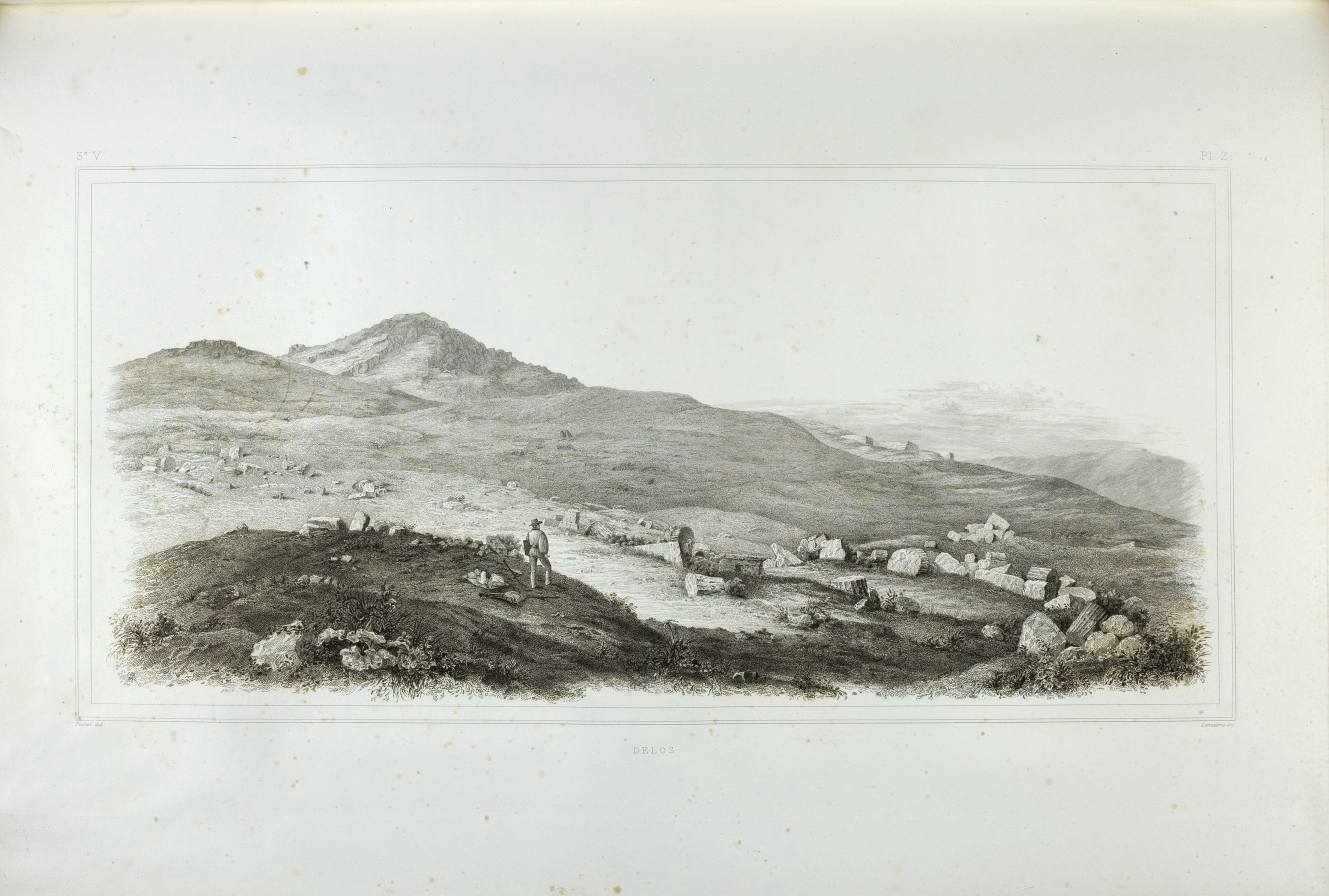
Délos en 1829, lors de l'expédition de Morée.

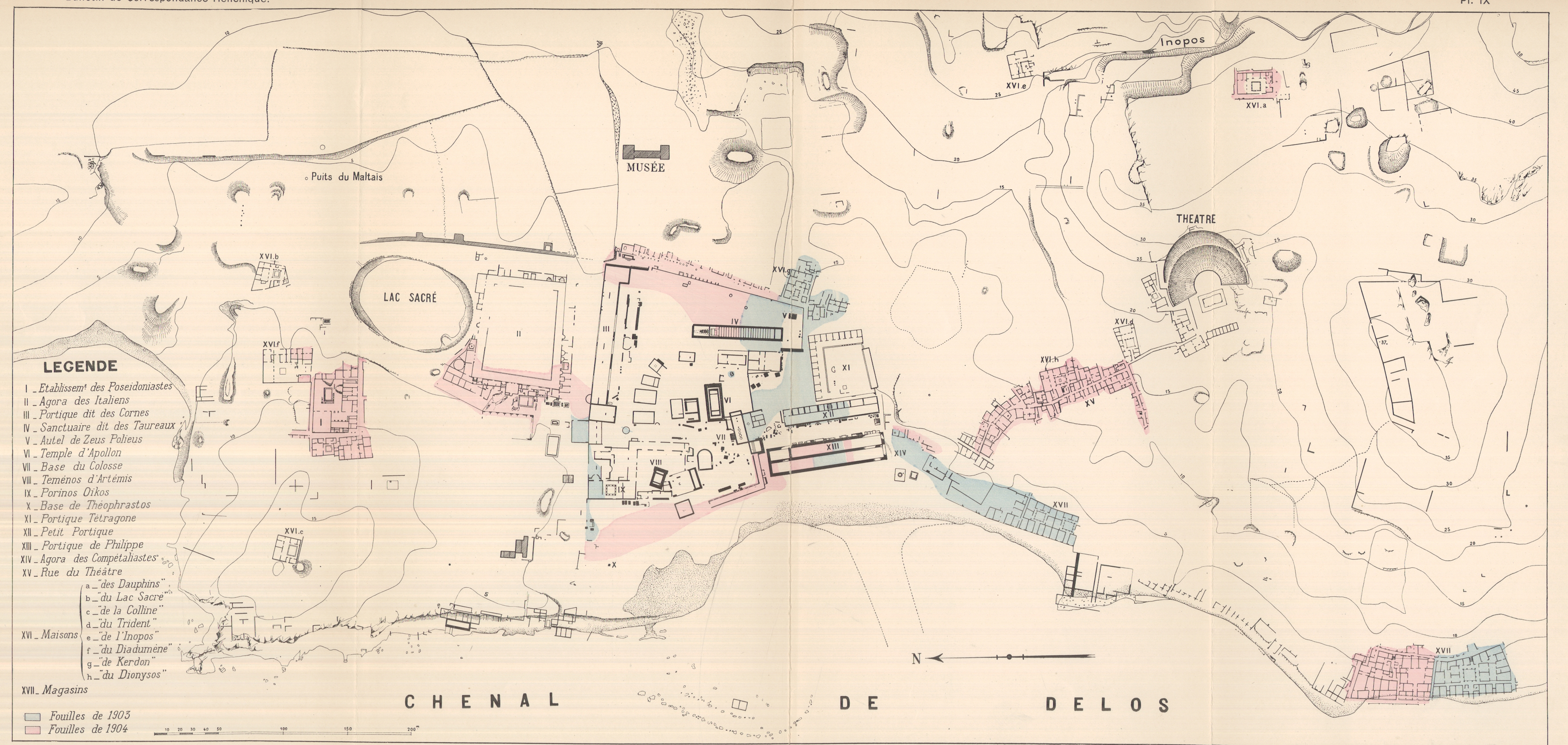
Plan des fouilles de Délos en 1903-1904.

C’est à la suite des fouilles engagées à la fin du XIXe siècle par l’École française d’Athènes que la topographie du site et l'histoire de l’île sont redécouverts. Les ruines étaient en effet à peine visibles sous la garrigue et peu de monuments étaient identifiables, à part le Colosse des Naxiens, le Portique de Philippe et le théâtre. Les premières fouilles ont lieu à partir de 1872, sous la direction d’Albert Lebègue. Jusqu’à la Première Guerre mondiale, on put dégager les zones du sanctuaire d’Apollon et du mont Cynthe. À partir des années 1920, les recherches se concentrent sur l’étude des monuments, du mobilier et des inscriptions découvertes précédemment.
Des fouilles ponctuelles se poursuivirent jusqu’à aujourd’hui, même si les préoccupations premières ont changé. Il s’agit en effet maintenant de conserver et de restaurer tous ces vestiges. Le site est inscrit au patrimoine mondial de l’Unesco en 1990, mais les moyens restent insuffisants pour empêcher la lente dégradation des ruines.

## Description du site

### Le sanctuaire d'Apollon et ses abords
Les pèlerins arrivaient à Délos et entraient dans le sanctuaire par un itinéraire que suivent encore les touristes contemporains. L’endroit où les bateaux abordent aujourd’hui correspond au port principal de la ville antique mais il est presque impossible de le reconnaître en raison de l’ensablement naturel et des déblais de fouilles.

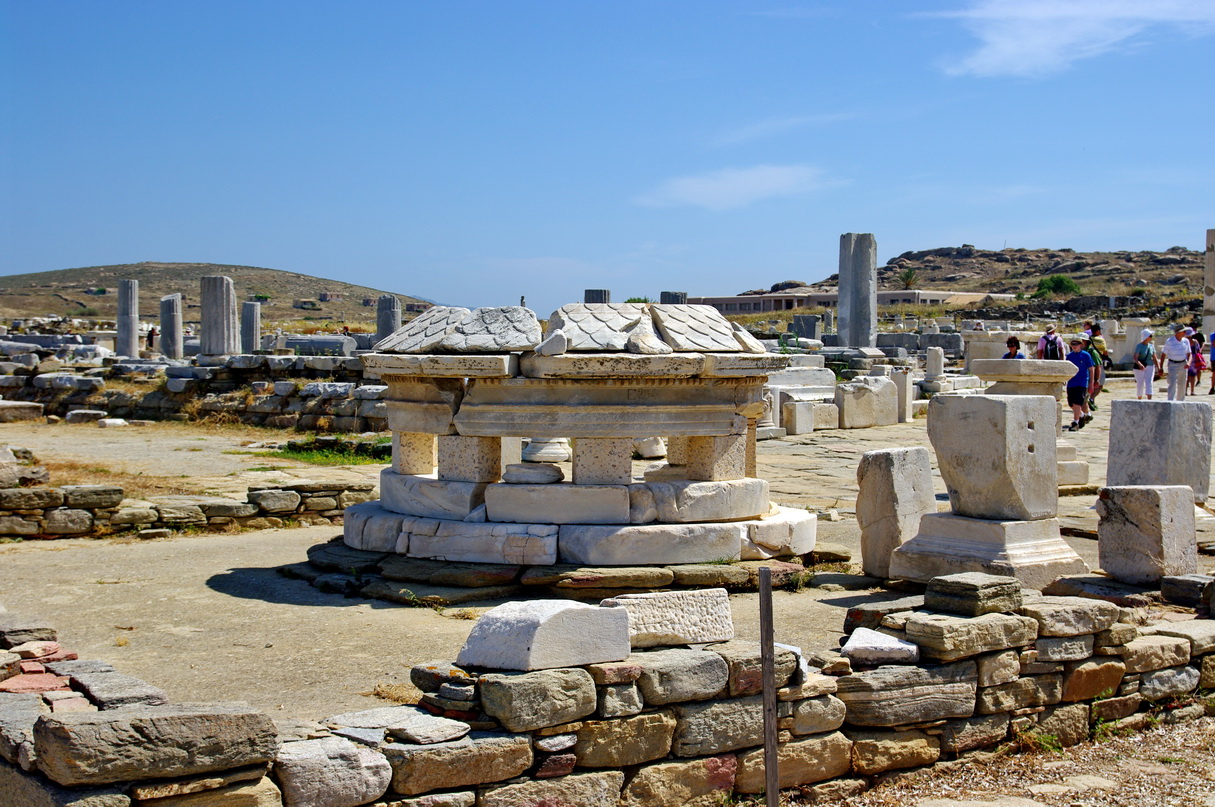
L'agora des Compétaliastes.

Les nouveaux arrivants étaient accueillis à l’agora des Hermaïstes ou Compétaliastes, du nom des Compitalia, divinités romaines honorées par les esclaves et les affranchis.
De l’agora des Compétaliastes, la voie processionnaire (Dromos) conduit au sanctuaire d’Apollon, encadrée par le Portique sud d’un côté et du Portique de Philippe de l’autre. Ce dernier fut notamment édifié par le roi Philippe V de Macédoine vers 210 av. J.-C. et comporte sur l’architrave la dédicace suivante : “Offrande de Philippe, roi de Macédoine, fils du roi Démétrios, à Apollon”,.
Précédé de propylées en ruines, le sanctuaire est constitué d’une vaste esplanade où subsistent de nombreux vestiges, dont quatre temples consacrés au dieu Apollon. Il s’y dressait aussi jadis une colossale statue le représentant, mais qui a subi des dégradations et des tentatives de déplacement multiples. Il ne demeure que le torse et une partie du bassin et un pied conservé au British Museum.
Immédiatement à droite des propylées se trouve l’oikos des Naxiens, un des monuments les plus remarquables de la période archaïque à Délos. Construit entre 600 et 575 av. J.-C., il s’agit d’un bâtiment in antis de 24 m sur 10 m pourvu d’une colonnade intérieure. D’après une hypothèse soutenue par Paul Courbin, il s’agirait du premier temple d’Apollon. Mais la plupart des historiens considèrent aujourd’hui qu’il s’agit d’un oikos ou d’une salle de banquet en raison de sa grande taille.

#### Les temples d'Apollon
Trois des quatre temples d’Apollon sont ensuite alignés côte à côte à l’est.
Celui qui se trouve le plus au nord est communément appelé le “Pôrinos Naos”. Généralement attribué aux Athéniens, il daterait du temps ou les Pisistratides cherchaient à s’imposer à Délos, dans la deuxième moitié du VIe siècle av. J.-C. Il s’agit d’une temple in antis, c’est-à-dire composé d’un naos (salle principale) et d’un pronaos cerné de deux colonnes.

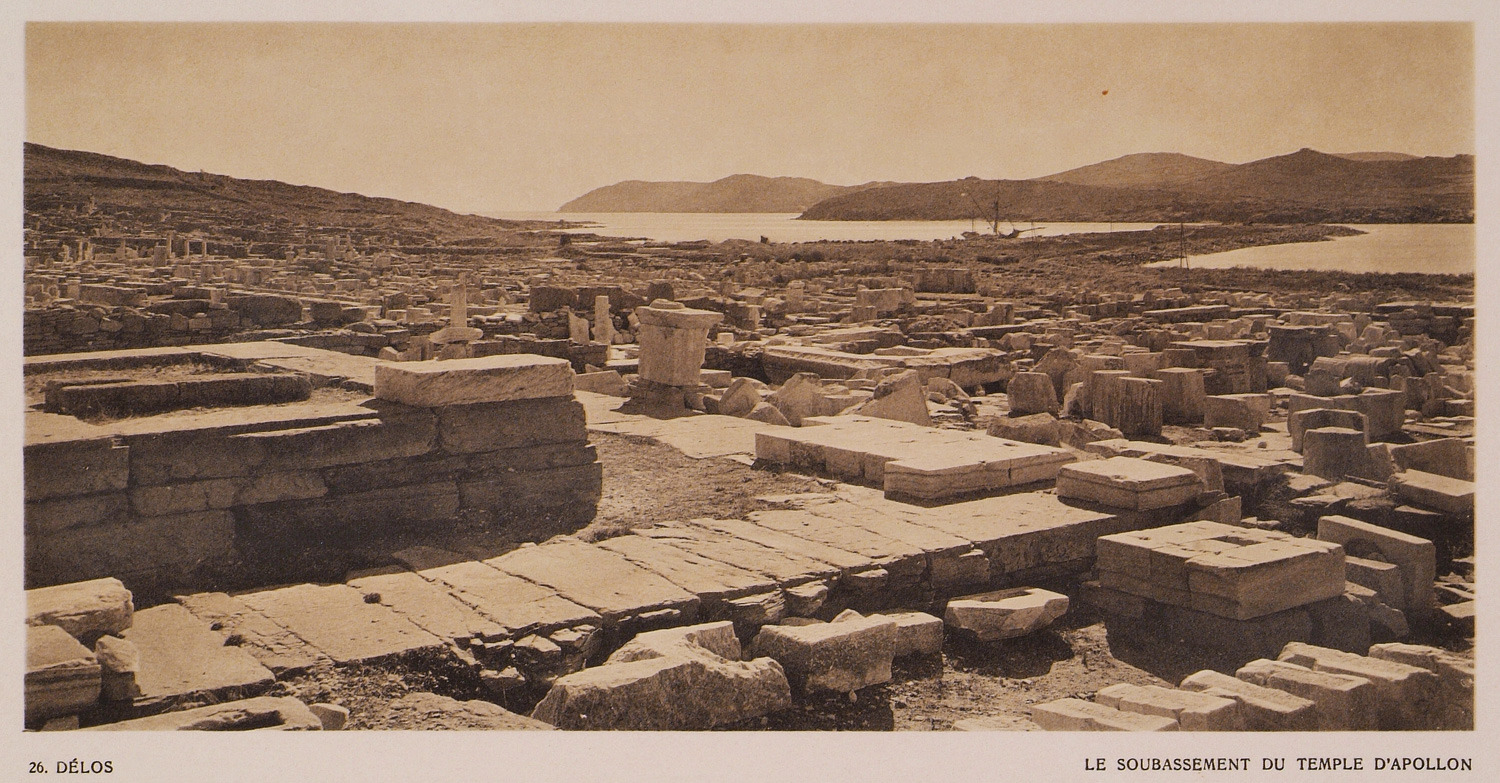
Soubassement du temple d'Apollon, en 1919.

Le temple suivant est appelé « Temple des Athéniens » ou parfois « Temple aux sept statues ». C’est un temple au plan amphiprostyle de style dorique. Au niveau de la technique de construction, il est typiquement attique et dans la lignée du Parthénon d’Athènes. Il daterait de 425-420 av. J.-C. et aurait pu être inauguré par Nicias en 417 av. J.-C., un général athénien.
Le troisième et dernier temple s’appelle le “Grand Temple” et est le seul édifice connu de Délos à être périptère. Il fut bâti en deux fois : d’abord vers 475-470 av. J.-C. ou il est élevé jusqu’à la frise comprise. Il y a ensuite eu un toit provisoire jusqu’à l’indépendance de Délos (314 av. J.-C.) où on reprend et termine les travaux.
Le quatrième temple d’Apollon est un vaste édifice situé au nord de l’esplanade, entre le Kératôn et l’Artémision. Il s’agit du Pythion, sanctuaire de l’Apollon de Delphes, mentionné dans nombre d’inscriptions.
Juste en face de l’entrée du Pythion se trouve le Kératôn, ou « autel à cornes ». Souvent cité dans les comptes du sanctuaire, il s’agit en fait d’un autel monumental composé d’un podium de plan absidal à l’est et pourvu de deux escaliers latéraux à l’ouest. Selon la légende, il aurait été créé par Apollon lui-même. C’est là qu’on pratiquait le sacrifice des bœufs offerts à Apollon et les rites spécifiquement déliens du « géranos » (danse rituelle des grues sauvages) et de la course avec flagellation, un autre rite mentionné dans l’Hymne à Délos de Callimaque de Cyrène.

#### Le temple d'Artémis

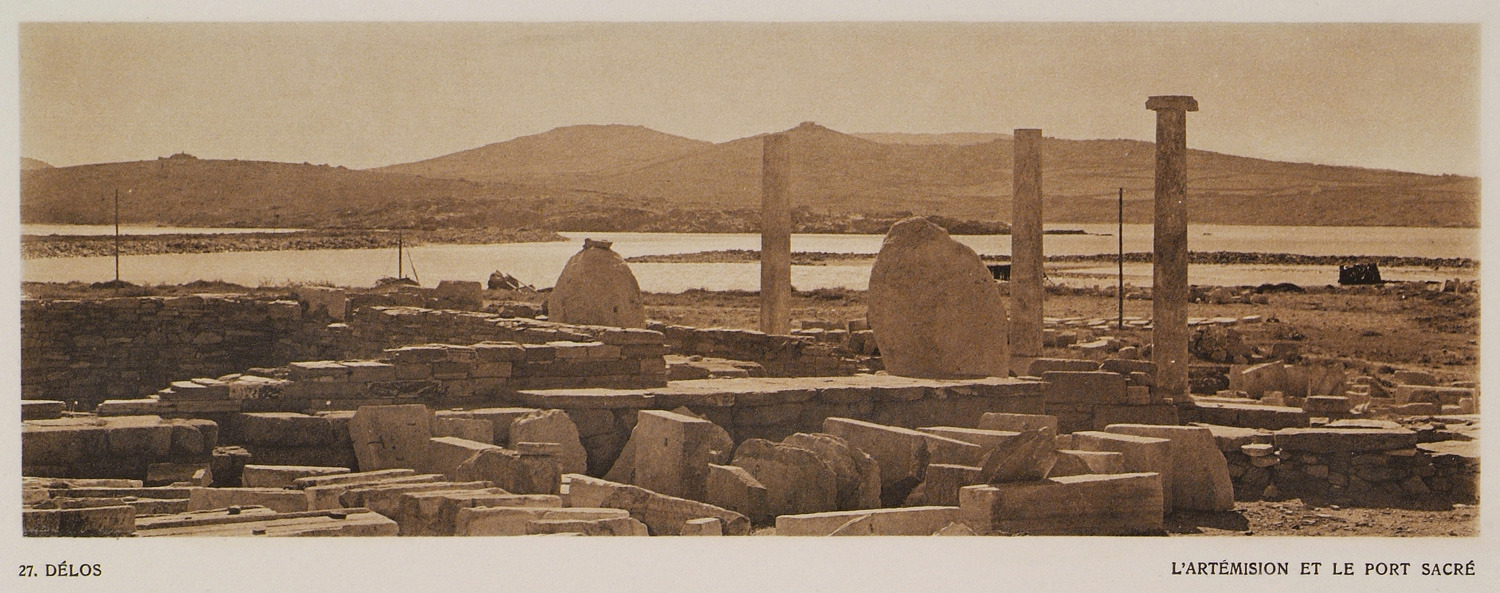
L'Artémision et le port sacré. Frédéric Boissonnas, 1919.

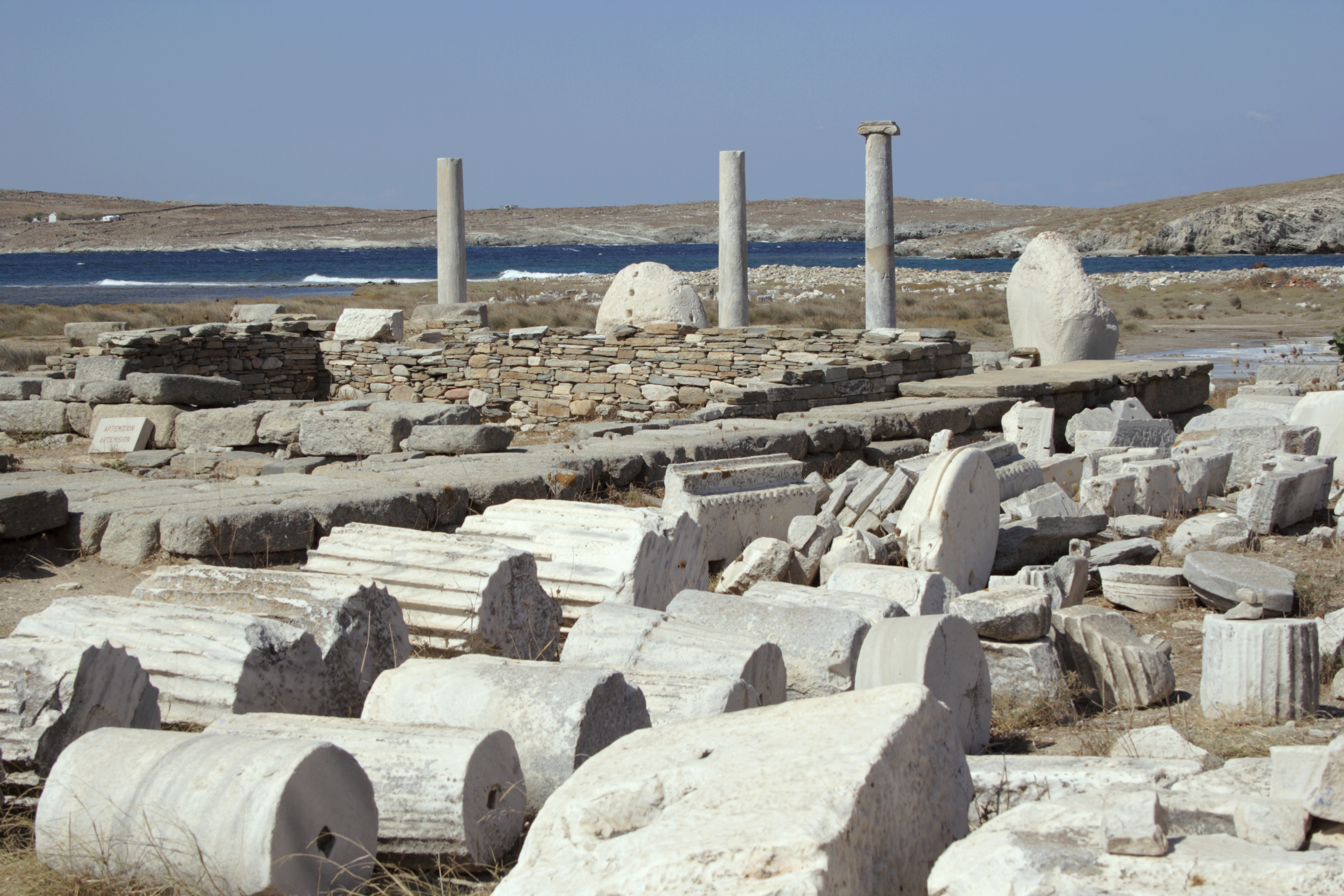
Le temple d'Artémis, sur le lieu de naissance de la déesse, à Délos.

Délos est également le lieu de naissance de la déesse Artémis, sœur jumelle d’Apollon. Il est donc tout naturel de retrouver un temple lui étant consacré sur l’île. L’Artémision, comme on l’appelle, se situe juste derrière le Pythion sur l’esplanade du sanctuaire. On y distingue les restes de trois édifices successifs, le plus récent ayant recouvert ou coupé, mais non détruit, les deux autres. Le bâtiment le plus ancien, daté de l’époque mycénienne, s’agirait seulement d’un dépôt sacré et non d’un temple. Le deuxième monument, daté du VIe siècle av. J.-C., est un temple au plan in antis. Le dernier est un temple de la période hellénistique au plan prostyle d’environ 15 m sur 10 m.
On sait également qu’un sanctuaire dédié à Artémis se trouvait sur l’île de Rhénée, dit “l’Artémision-en-île” mais dont l’exploration archéologique reste encore aujourd’hui assez sommaire.
Au nord et à l’est du sanctuaire d’Apollon se trouvent de nombreux autres bâtiments aux fonctions diverses.
À l’est se trouvent les restes d’un bâtiment qui pourrait avoir été un bouleutérion (lieu de réunion de la Boulè); le Prytanée qui a pu servir de salle de banquet de local pour les archives ; ou encore le Néôrion, bâtiment original construit vers la fin du IVe siècle av. J.-C. pour abriter un navire consacré à Apollon à la suite d’une victoire navale d’un roi macédonien (Démétrios Poliorcète ou Antigone Gonatas).
Au nord du sanctuaire, on trouve également le Portique d’Antigone, sans doute établit par le roi Antigone Gonatas durant le troisième quart du IIIe siècle av. J.-C. ; ainsi que l’Ekklésiastérion (lieu de réunion de l'Ecclésia).

#### Le stibadeion de Dionysos

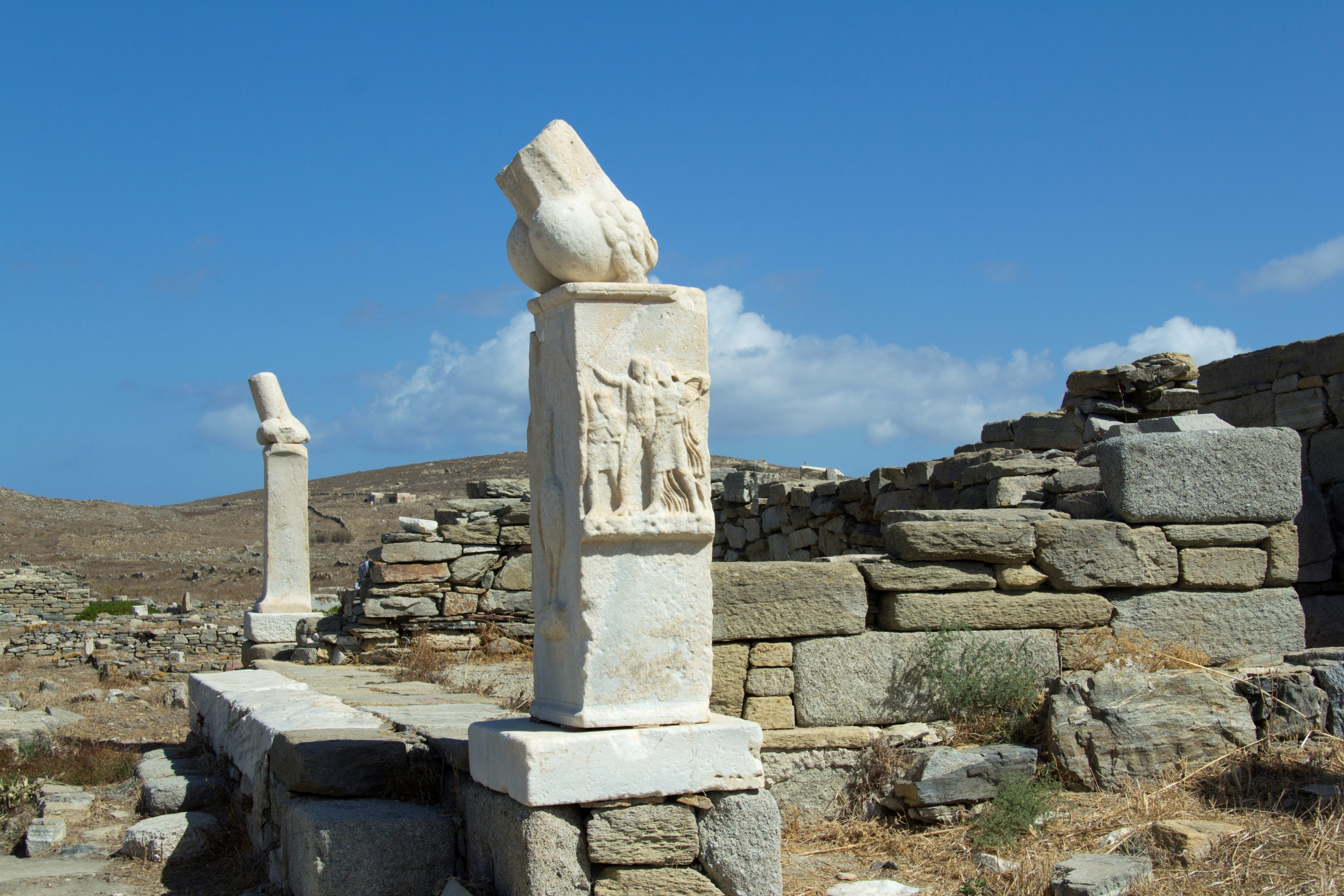
Stibadeion de Dionysos.

À l'est du portique d'Antigone, on aperçoit l'édifice cultuel de Dionysos, non pas temple véritable, mais plutôt exèdre, où l'on a retrouvé une statue du dieu flanquée de deux papposilènes-acteurs. Il semble que cet édifice, identifié dès 1907, était plutôt orienté vers le versant chtonien du culte dionysiaque, selon les travaux de Charles Picard en 1944. Le contenu statuaire de l'édifice a été transféré au musée, ce transfert ayant laissé sur place les deux colonnes ithyphalliques monumentales qui l'encadraient, ultérieurement mutilées.

### Le quartier du Lac
L’espace qu’on désigne comme le quartier du Lac se trouve directement au nord du sanctuaire d’Apollon. Urbanisé seulement au cours du IIe siècle, l’ensemble était auparavant composé de grands jardins, du lac (aujourd’hui asséché) et de quelques bâtiments dont le Dôdékathéon et le temple de Léto.
Le Dôdékathéon ou sanctuaire des Douze Dieux comporte un temple de marbre amphiprostyle de style dorique dont il ne reste que des ruines ; ainsi que plusieurs autels, datés des IVe et IIIe siècles av. J.-C.. Ce culte des douze dieux concernait à Délos la triade apollinienne (Apollon, Artémis, Léto), celle de Zeus, Athéna et Héra, et possiblement deux autres sur lesquelles les doutes des historiens subsistent : Déméter, Koré, Zeus Eubouleus et Poséidon, Aphrodite, Hermès.
Le sanctuaire de Léto, aussi appelé Létoon, est aussi très ancien et remonte à la période archaïque. D’après Strabon, son culte était très important et le lac appartenait également au domaine de Léto. Le temple est un édifice d’environ 10 m sur 12 m de plan in antis et daté d’environ 540 av. J.-C. par René Vallois.

#### La terrasse des Lions
« La terrasse des Lions » :[Passage contradictoire (en marbre de Naxos ou en marbre de Paros ?)]

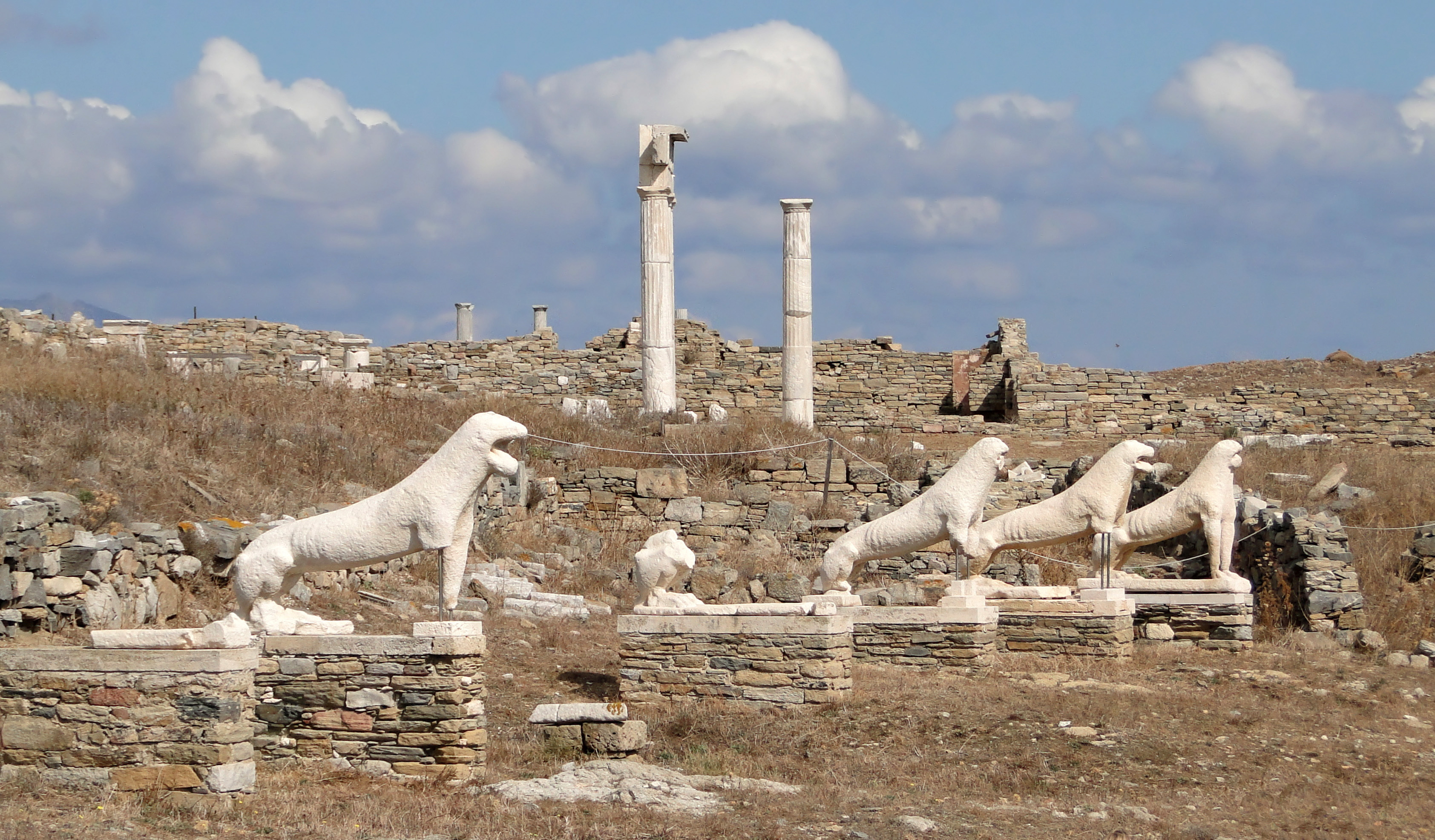
La terrasse des Lions.

Tout près se trouvent également les célèbres lions de Délos alignés sur une terrasse. Il s’agirait en fait de lionnes au style très particulier (corps maigre, très allongé, petite tête). Les spécialistes attribuent leur construction au VIIe siècle av. J.-C., au même moment que la série de grandes réalisations architecturales des Naxiens à Délos. Les lions sont en effet en marbre de Naxos, ce qui laisse à penser qu’ils furent édifiés pendant la période d’influence de cette cité sur l’île. Comme ils mènent à l’ancienne entrée archaïque du Létoon, on pense que les lions pourraient être des gardiens du domaine de Léto. Sauf que ce sanctuaire n’existait pas encore au moment où aurait été construite la terrasse des lions. Ils pourraient donc mener au sanctuaire d’Apollon ou d’Artémis, déesse plus souvent associée aux lions que Léto. Au nombre de neuf au départ, il ne reste plus que cinq lions (il s'agirait plus précisément de lionnes) en marbre de Paros, abrités dans le musée de l'île. Un sixième a été emmené à Venise en 1716 ; il est visible devant la porte terrestre de l'Arsenal de Venise (la tête d'origine, perdue, a été remplacée par une tête « moderne »

#### L'urbanisation du quartier
Juste à côté du temple de Léto se tient l’Agora des Italiens. Il s’agit d’un des plus grands monuments de Délos, d’environ 200 m sur 80 m. Elle fut aménagée grâce au financement de plusieurs donateurs, dont le banquier Philostrate d’Ascalon, au cours de la deuxième moitié du IIe siècle av. J.-C. L’agora fut à la fois un lieu de réunion et un centre d’affaires. Elle fut détruite par Mithridate en 88, reconstruite seulement en partie puis abandonnée entre 60 et 50 av. J.-C.
Enfin, on trouve au nord de la terrasse des lions l’établissement des Poseidoniastes de Béryte. C’est un établissement regroupant à la fois des activités marchandes et religieuses. Dans la logique du cosmopolitisme de Délos au IIe siècle av. J.-C., des commerçants de Beyrouth ont constitué sous la protection d’un Poseidon syrien “l’association des Poseidoniastes de Bérytos à Délos, négociants, armateurs et entrepositaires” comme l’indique la dédicace de bâtiment. On y trouve des entrepôts, une hôtellerie de passage ainsi qu’une bourse de commerce. Dans le même bâtiment, on trouve aussi plusieurs chapelles, toutes dédiées à des dieux différents. La première est dédiée à la déesse Rome, dont la statue s’y trouve encore. On trouve cette chapelle car les Poseidoniastes avaient de bons rapports avec les Romains et voulaient les honorer. On a ensuite une chapelle consacrée au Poseidon de Béryte, patron de l’association et protecteur des commerçants. Enfin on trouve une chapelle consacrée à Astarté, parèdre habituelle du Poséidon oriental.

### Le quartier du Stade et la synagogue
Le quartier du Stade, ainsi nommé en raison des grands établissements sportifs qu’il contient, est distant du reste de la ville d’environ 500 m. On y trouve un gymnase, construit au début du Ier siècle av. J.-C. sur les vestiges d’un ancien gymnase du IIIe siècle av. J.-C. Un vestibule à l’est conduisait directement au Xyste (galerie couverte servant à l'entraînement sportif) long de 187 m, datant de 111-110 av. J.-C. Le stade remonte d’après les inscriptions à la première moitié du IIIe siècle av. J.-C.
Légèrement éloignée du stade, la synagogue est la seule de Délos. Aménagée au plus tard dans le courant du Ier siècle av. J.-C., cette synagogue est la plus ancienne de celles qu’on connaît actuellement hors de Palestine. La céramique qu’on y a retrouvée montre qu’elle a été fréquentée au moins jusqu’au IIe siècle. L’identification du bâtiment comme synagogue a été contestée mais elle paraît pourtant plus que probable. Le bâtiment contient 4 dédicaces au “Dieu Très Haut”, traduction grecque habituelle du nom du dieu juif; de plus il présente des dispositions caractéristiques des synagogues : orientation vers l’est, ordonnance à trois portes de la salle de réunion, trône et bancs, réservoir d’eau permettant le bain par immersion.
L’existence d’une synagogue à Délos est d’autant plus plausible que la présence des Juifs y est attestée par plusieurs textes, notamment le Premier Livre des Maccabées dans la Bible.

### La terrasse des dieux étrangers
Sur une terrasse surplombant la ville, et pour répondre aux souhaits des marchands étrangers, sont érigés de petits temples (comme le temple des Dieux égyptiens) et des salles de réunions.
On retrouve tout d’abord les sanctuaires pour les cultes égyptiens nommés Sarapieion A, B et C. du nom du dieu Sarapis à qui ils sont dédiés. Ce n’est pas le seul dieu à qui on voue un culte dans ces sanctuaires. On retrouve aussi ceux d’Isis et d’Anubis ainsi que le culte de divinités secondaires comme celui de Haddad.

#### Le Sarapieion A
Le Sarapieion A est avant tout un sanctuaire privé. Malgré la concurrence du sanctuaire officiel voué à Sarapis (Sarapieion C), le Sarapieion A ne semble pas avoir été abandonné jusqu’à la ruine de Délos. Toutefois vers 165 av. J.-C. un des desservants du sanctuaire dut recourir à Rome pour se faire confirmer le droit de célébrer le culte. Après la Synagogue, c’est le second sanctuaire non grec qui comporte une salle de réunion pour les fidèles ainsi que des aménagements propres aux rituels étrangers. L’escalier mène à une cour dallée, au fond on retrouve un petit temple, construit sur une crypte. L’eau y arrivait par un canal avec un regard issu du Réservoir de l’Inopos. Les lustrations d’eau et en particulier de l’eau du Nil font partie du rituel égyptien. Inopos, dans l’Antiquité, était en effet considéré comme une résurgence du Nil. Dans la cour on retrouve trois autels ainsi qu’un tronc à offrandes.

#### Le Sarapieion C
Le Sarapieion C devient un sanctuaire officiel autour de 180 av. J.-C. Il est partiellement détruit lors de la ruine de Délos. Il paraît encore avoir été fréquenté au IIe siècle. Sur le côté nord on trouve un petit temple, partiellement en marbre bleuâtre, dédié à Sarapis.
À l’est, on arrive sur la façade restaurée du temple d'Isis dédié par le peuple Athénien autour de 130 av. J.-C. On a, au fond de la cella, une grande statue d’Isis aussi donnée par les Athéniens. Devant son temple, on retrouve un petit monument quadrangulaire, orné de rosaces, qui pourrait être un autel pour les offrandes de l’encens.

#### Le sanctuaire des dieux syriens
Enfin sur la Terrasse, on trouve le sanctuaire des dieux syriens où sont adorés la déesse syrienne Atargatis en compagnie de son parèdre Haddad et quelques dieux secondaires. Les débuts de ce sanctuaire sont méconnus. La plus ancienne dédicace date de 128 ou 127 av. J.-C. En 1967, on a trouvé une inscription qui daterait de 150 av. J.-C, qui ferait remonter plus haut sa construction. On retrouve des propylées qui faisaient communiquer la Cour carrée, formant la partie méridionale du sanctuaire, avec la terrasse qui s’allonge vers le nord. La Cour carrée est la partie la plus ancienne du sanctuaire tandis que l’aménagement de la terrasse est fait entre 112 et 104 av. J.-C.
Le long de la terrasse on retrouve des petites salles dont certaines devaient servir à des banquets sacrés propre aux cultes étrangers. Au milieu de cette dernière, on retrouve le théâtre. Il est composé d’une douzaine de gradins et pouvait contenir entre 400 et 500 spectateurs. En haut, on a un portique en forme de Π qui entoure la cavea. Ce n’est pas un théâtre ordinaire car il n’a pas de bâtiment de scène. Il a une fonction essentiellement religieuse, les fidèles s’y réunissaient pour certaines cérémonies, peut-être avec la présence de la déesse personnifiée par une statue la représentant. Le portique permettait aux gens de l’extérieur de ne pas voir ce qui se passait dans le théâtre.
Tout proche, on trouve aussi les bases d'un temple dédié à Héra, plus ancien, et à bonne distance du temple d'Apollon, dont elle n'avait pas facilité la naissance.

### Le Cynthe
C’est sur le sommet du Cynthe que les premières installations ont été retrouvées. La céramique retrouvée sur place date ces habitations du IIIe millénaire avant notre ère. C’est un enchevêtrement de murs curvilignes délimitant des petites pièces. Le site semble avoir été abandonné au cours du IIe millénaire av. J.-C.
Les cultes d’Athéna et de Zeus s’installent au même endroit au cours du VIe siècle av. J.-C.

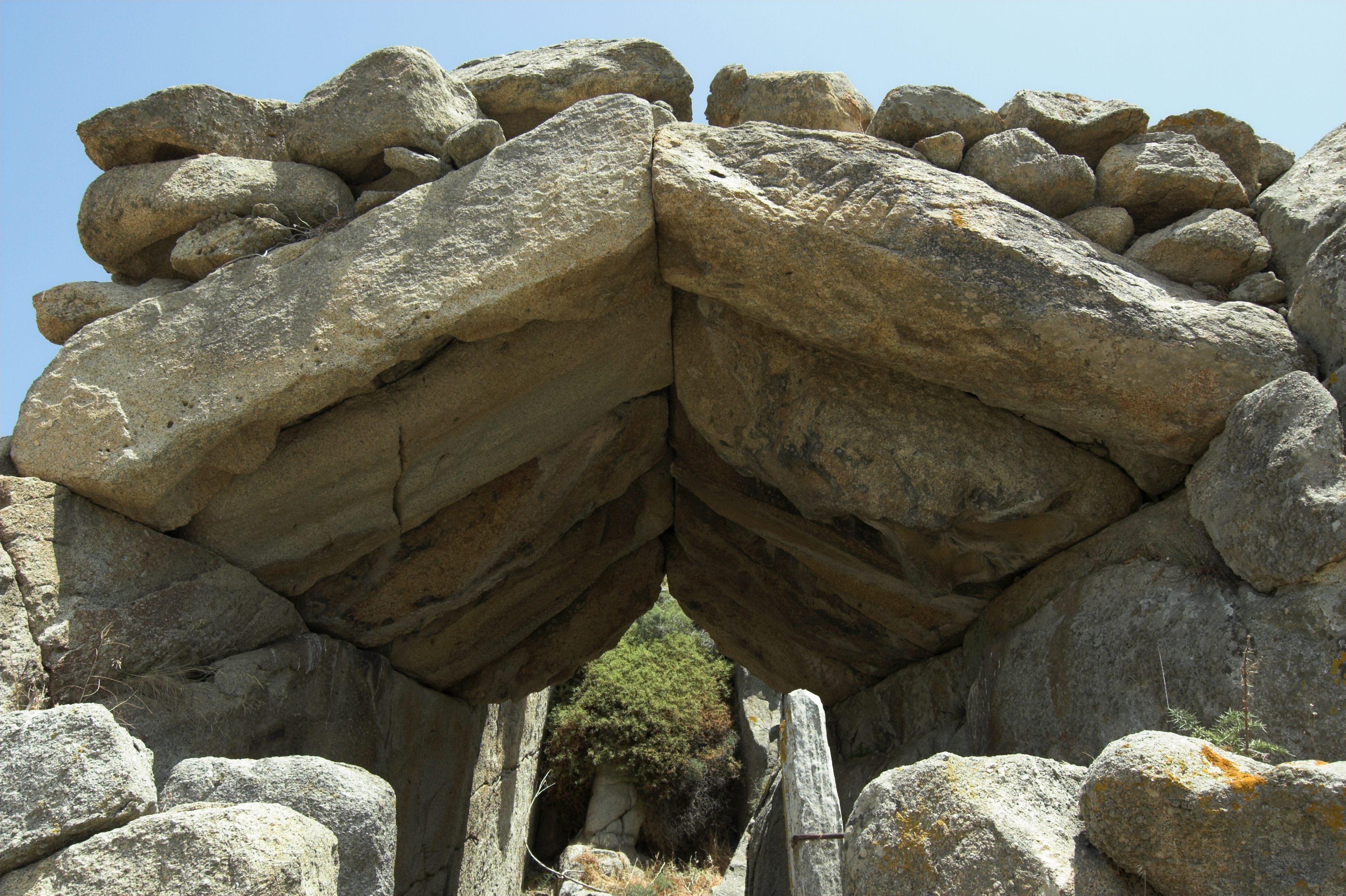
L'Antre du Cynthe, avec ses chevrons de granite.

On y trouve aussi l’Antre du Cynthe qui occupe le fond d’une faille rocheuse et est de plan trapézoïdal. Il est composé d’un toit en chevrons constitué de dix blocs de granite. Le fond de l’Antre est à ciel ouvert et l’a toujours été. À l’intérieur, on a retrouvé des restes d’une statue comme des pieds, un tronc d’arbre et une peau de lion, datant de l’époque hellénistique. On suppose que c’est un sanctuaire dédié à Héraklès.
Le Cynthe abrite également le Sanctuaire d’Agathé Tyché, déesse tutélaire de la Fortune, de la destinée et de la prospérité d'une cité ou d'un État. Il se compose d’une cour bordée de deux portiques ainsi que d’un petit temple à pronaos.
Le Sanctuaire des dieux d’Ascalon est de type oriental. Il est composé d’une cour ouverte à l’est. Il a été dédié par un banquier originaire d’Ascalon en Palestine actuelle, Philostrate. Le sanctuaire est dédié à deux divinités de sa patrie : Astarté Palaistiné Ourania Aphrodité et le Poséidon d’Ascalon.

### Le quartier du théâtre
Le quartier du théâtre s’est constitué au cours du IIIe siècle av. J.-C. mais n’a pas arrêté de connaître des remaniements. De ce fait les plus belles maisons que l’on connaît de ce quartier ne datent que du IIe ou Ier siècle av. J.-C..
Le développement progressif du quartier explique son plan particulier. En effet les maisons datant du début de la construction de ce quartier, ne suivent pas de plan précis. On retrouve des ruelles tortueuses et étroites. Toutefois, lorsque le quartier s’agrandit très largement au cours du IIe siècle, le plan orthogonal est favorisé avec des rues droites orientées nord-sud et est-ouest. La rue du Théâtre et la “rue 5” sont les seules à être dallées dans le quartier. Elles sont bordées de boutiques.

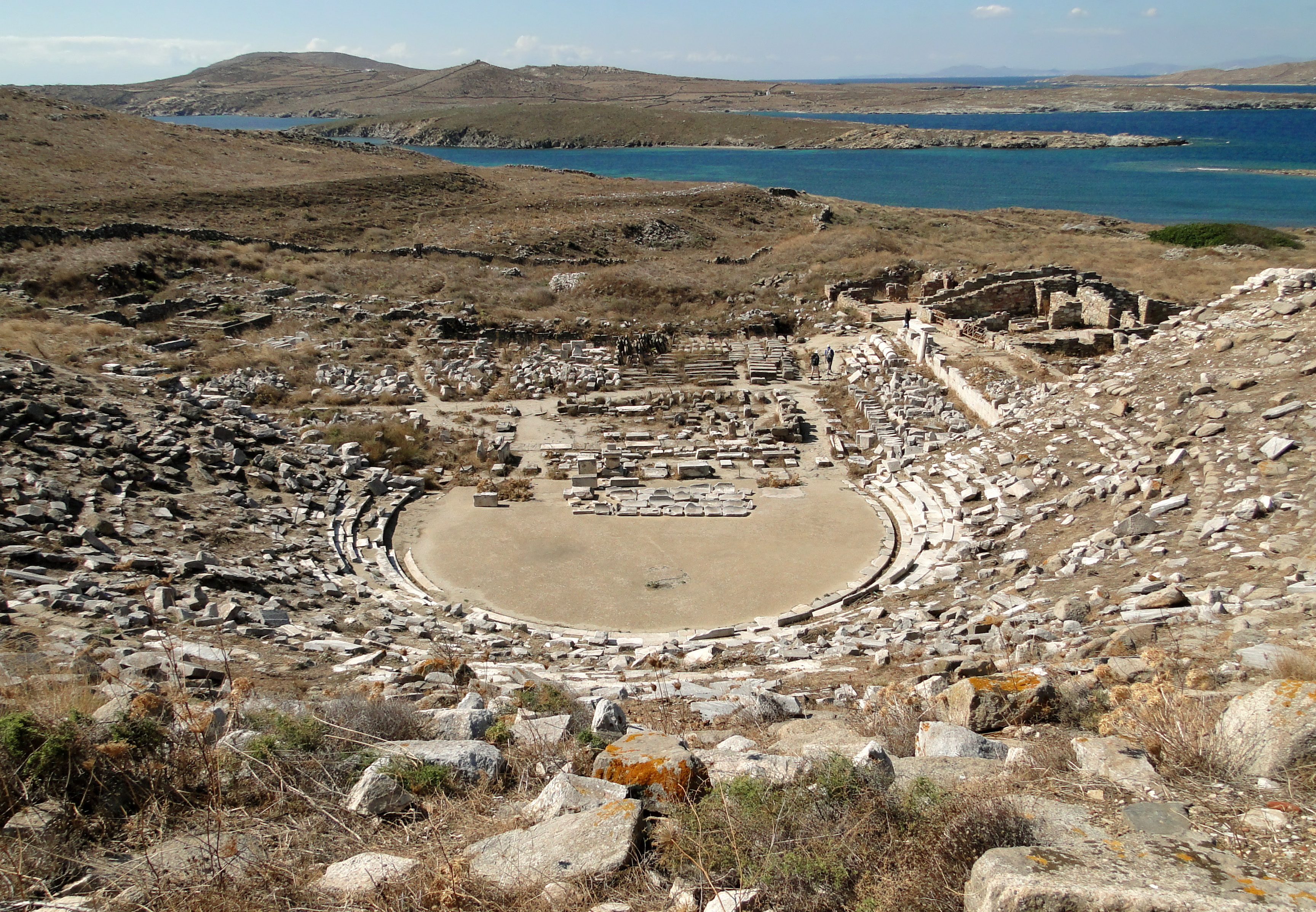
Théâtre de Délos.

En face se trouve l’un des murs de soutènement du théâtre. Ce dernier a été construit entre la fin du IVe et le troisième quart du  IIIe siècle av. J.-C.. Mentionné pour la première fois en 305 av. J.-C., il est achevé en 246 av. J.-C.. Il a probablement été abandonné en 69 av. J.-C..
Il est composé de deux parties, sur le modèle de tous les théâtres grecs. On trouve tout d’abord les gradins appelés koilon, adossés à une colline, clos par un mur de soutènement composé de gros blocs de marbre blanc. Ils pouvaient contenir jusqu’à 6 500 personnes.
On trouve ensuite le bâtiment de scène. À l’ouest de l’orchestra, on a découvert les restes d’une construction rectangulaire entourée d’une colonnade sur tous les côtés. Il s’agit de la skènè, le bâtiment servant de vestiaire. Le côté est du bâtiment était occupé par un proskènion. Deux passages souterrains permettaient aux artistes de passer du bâtiment de scène à l’orchestra sans être vus. À l’époque hellénistique, les artistes jouaient sur l’orchestra ou sur le toit du proskènion.

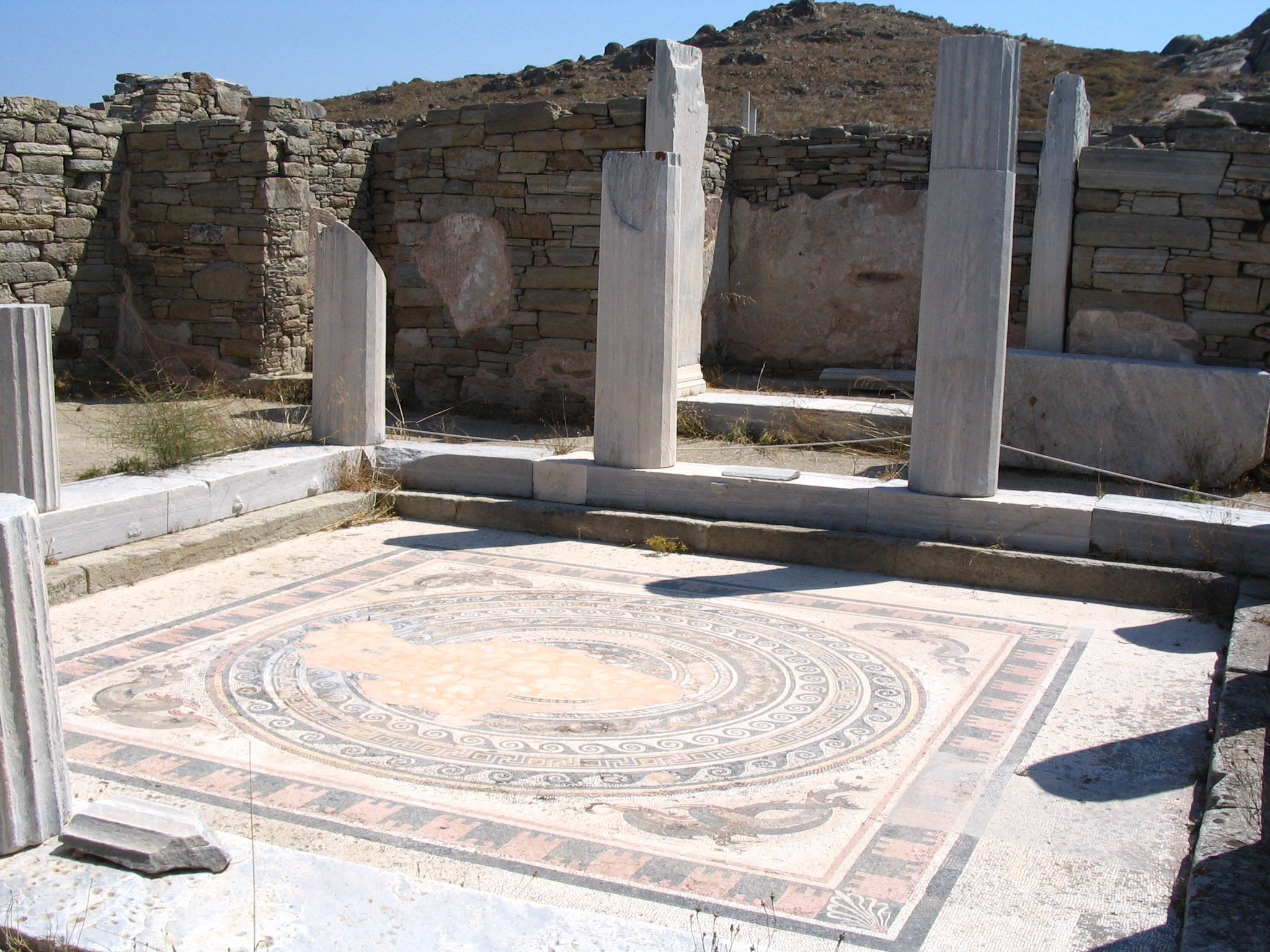
Maison des Dauphins.

 La maison des Dauphins est située au nord du Quartier. C’est une maison qui compte parmi les plus somptueuses maisons de Délos. Elle est surtout remarquable pour ses mosaïques et notamment celle de son péristyle : la mosaïque des dauphins.
À l’ouest du théâtre, on trouve un encadrement en marbre blanc d’une grande citerne. Elle se trouve à l’intérieur d’un bâtiment aux multiples pièces. On ne sait pas exactement à quoi il servait, mais on a émis l’hypothèse d’une hôtellerie.
La maison de Dionysos est la seule maison délienne qui ait une mosaïque dans l’impluvium de la cour. Il représente Dionysos ailé, couronné de lierre, chevauchant un tigre qui porte un collier de vigne et de grappes.

## Archéologie

### Architecture et topographie
Les monuments les plus anciens datant de l’époque archaïque ont pour matériau principal le gneiss. Ensuite, le granit s’impose pour les monuments naxiens, on utilise de gros blocs quasiment bruts. Cette méthode continue d’exister au VIe siècle av. J.-C. Au début du Ve siècle av. J.-C., on passe du granit au gneiss et dans la deuxième moitié du IVe siècle av. J.-C., on repasse au granit mais en utilisant des blocs bien taillés. Une évolution comparable se fait dans l’appareil des murs : au VIIe siècle av. J.-C., on utilise uniquement de minces plaques de gneiss, avec une assise irrégulière et interrompue avec un peu de mortier de terre. Au VIe siècle av. J.-C., l’usage du gneiss persiste mais avec des plaques plus épaisses, employé souvent avec un autre matériau comme du marbre ou du granit. Au Ve siècle av. J.-C., on renonce à l’emploi du granit, sans doute pour avoir un appareil plus régulier.
L’appareil des murs est beaucoup moins régulier à l’époque hellénistique, sauf pour les murs en marbre où une attention particulière leur est portée.
L’originalité de l’architecture hellénistique se retrouve sur plusieurs plans. D’abord sur le plan artistique, décoratif : il est à la fois chargé et élancé, alors que sur le plan technique on le considère comme audacieux. Un principe constant est toutefois à noter : la superposition de colonnades avec à leur sommet des frontons et des toitures de marbre. Il y a un gros travail de charpenterie pour faire tenir l’ensemble.
Il y a un caractère notable de l’architecture délienne : l’utilisation de structures courbes comme des arcs et des voûtes appareillés, linteaux évidés en arc en plein cintre.

### Sculpture

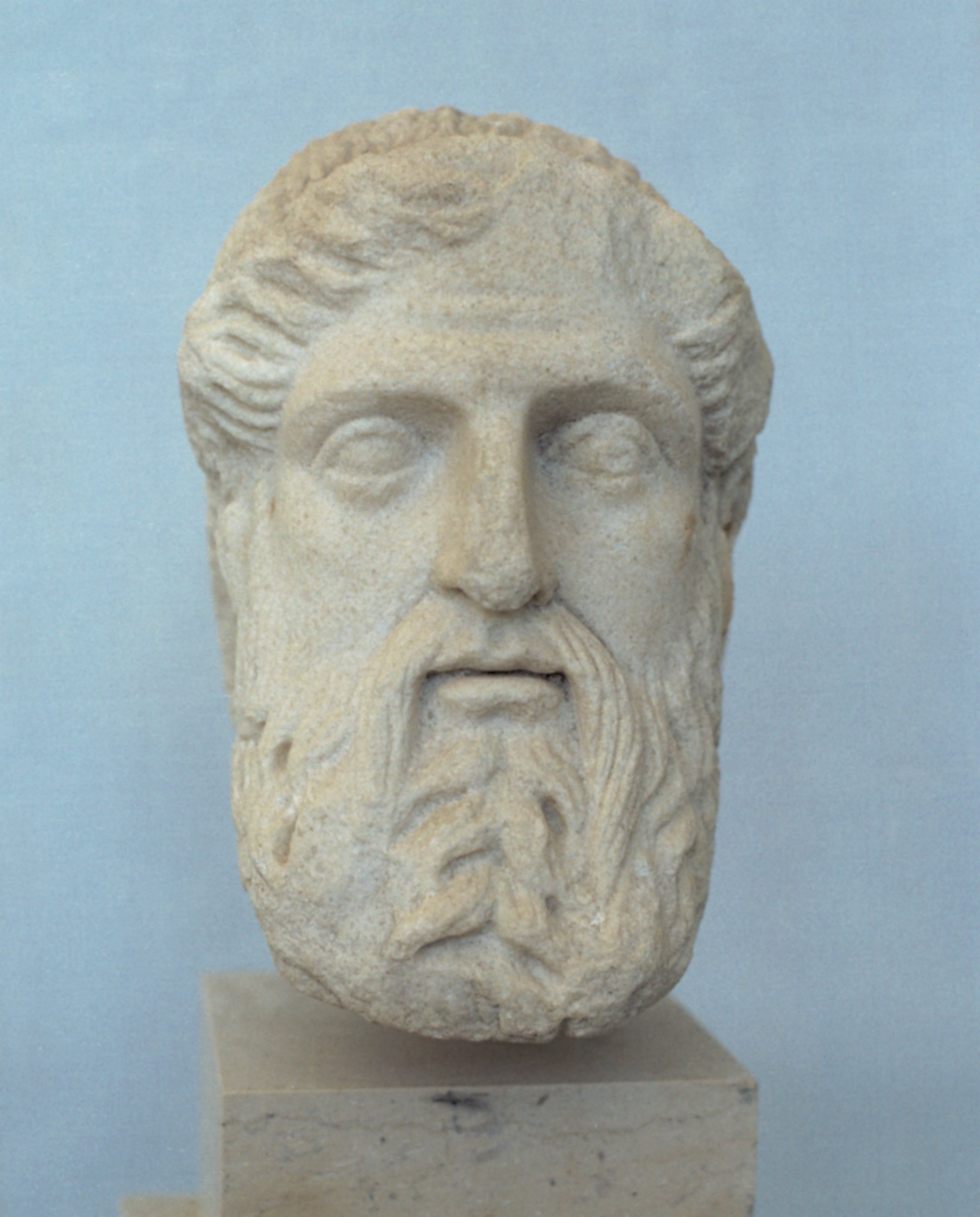
Tête d'Hermès trouvée à Délos.

On a trouvé lors des fouilles des figurines masculines (kouros) et féminines (Koura ou Korè) ; dans les temples et les sanctuaires de nombreuses figurines à l'effigie divine comme des sphinx, Nikè (déesse de la Victoire), cavaliers et animaux divers. Les représentations humaines sont les plus nombreuses. Leurs pieds adhéraient à une plinthe qui était encastrée dans une base. Généralement, cette base reposait sur le sol mais on a aussi trouvé des sphinx et des nikai montés au sommet d’une colonne ou d’un pilier. Ces statues sont réparties selon le style entre deux principaux centres d’arts : Páros et Naxos. Nombre de statues ont été retrouvées à l’angle sud-ouest de l’Agora des Italiens : 
- statue d’Athéna : fragment du corps, des bras et d’une jambe. Déesse identifiable grâce aux boucles des serpents qui bordaient son égide. On a également des fragments de son bouclier (marbre, décoré de sphinx ou de griffons) ;
- statue d’Artémis : torse féminin en 6 morceaux vêtue d’une peau de bête ;
- statue de Léto : Korè dont le péplos enveloppe aussi la tête ce qui permet de l’identifier comme étant Léto ;
- statue d’Apollon citharède ;
- statue d’Héra assise : deux fragments non jointifs ;
- statue de Zeus assis : fragment du torse, dont la carrure athlétique la possibilité d’être une Korè comme on l’a pensé au départ.

La sculpture hellénique à Délos est abondante et cela constitue une documentation utile pour comprendre l’art hellénistique. Le matériel provient surtout des quartiers d’habitation et des sanctuaires du temps de la domination athénienne. Le matériel date quasiment tout le temps de la seconde moitié du IIe siècle av. J.-C. et du début du Ier siècle av. J.-C. On a découvert peu de matériel de la période de l’Indépendance de Délos qui s’est plus concentrée sur l’architecture que sur la sculpture. On a retrouvé presque exclusivement des statues en marbre. Ce sont surtout des sculptures d’appartement à fonction décorative qui nous sont parvenues. Les grandes effigies divines sont rares, peu de sculptures monumentales ont été conservées.
À l’époque hellénistique, beaucoup de statues d’Apollon et d’Artémis ont été faites, ce qui est normal vu l’histoire de l’île, mais Aphrodite et Dionysos sont aussi particulièrement honorés à cette période. On a retrouvé de nombreuses statuettes d’Aphrodite, nue ou à demi nue, debout, accroupie, s'apprêtant au bain ou séchant sa chevelure. De plus on retrouve de plus en plus Aphrodite accompagnée d’un petit personnage, sûrement Eros.
Concernant Dionysos, le dieu est souvent accompagné des membres du cortège dionysiaque, plus cocasses et plus hauts en couleur.
On connaît également deux types de reliefs sculptés à Délos : reliefs funéraires et reliefs à sujets religieux. L’un des plus originaux est le relief d’Agathodaimon, d’inspiration égyptienne, représentant un serpent qui se trouve entre Isis et Sarapis. On a aussi le relief d’Isis Pelagia, retrouvé dans la Sarapieion C. On y voit Isis protectrice des navires, représentée debout, à la proue d’un navire tenant son manteau gonflé en guise de voile.
L’art délien s’ouvre de plus en plus aux religions orientales et à leur art. Tant que les cultes étaient privés, les objets sacrés étaient importés ou copiaient les images des pays d’origine. Pour les sanctuaires officiels présents sur le Cynthe et au niveau de la Terrasse des dieux étrangers, des statues de culte sont érigées au IIe siècle av. J.-C. L’une est bien conservée : l’Isis du Sarapieion C. Plusieurs statues de l'Agora des Italiens, comme celle intitulée le Gaulois blessé, ont été réalisées par le sculpteur Agasias d'Éphèse.

### Peinture
L’ensemble de ces informations concerne Délos à la période hellénistique. Les murs des maisons déliennes étaient recouvertes d’un enduit pour des raisons esthétiques. Dans la plupart des cas on a trouvé une décoration plus ou moins élaborée en peinture faite dessus. En majorité, on imitait une construction en grand appareil régulier sur les murs. Le décor peut également s’organiser en plusieurs zones indépendantes les unes des autres. C’est généralement à hauteur de regard, en zone médiane qu’on retrouve le plus d’efforts décoratifs. Il s’agit souvent d’un bandeau peint qui tranche avec le reste du mur qui est souvent uni. Ce modèle de décoration ne se trouve pas uniquement à Délos, on peut voir la même chose dans le monde hellénistique comme à Athènes, en Macédoine mais aussi en Italie.
On peut toutefois distinguer la peinture religieuse qui orne soit des autels destinés aux cultes domestiques situés à l’extérieur des maisons, soit des niches et des parois proches de la porte. Un thème revient constamment : les prières et les offrandes d’encens faites par un groupe d’hommes sur un autel et les libations (rituel religieux où un personnage présente une boisson en offrande à un dieu, en renversant quelques gouttes au sol ou sur un autel). D’autres personnages peuvent s’ajouter dans ces thèmes comme des joueurs de flûte ou de trompette, ou de jeunes serviteurs. Très souvent, on voit des esclaves apportant un porc au sacrifice. Les cultes représentés dans ces peintures viennent par des commerçants romains ou italiens, comme le prouve la tenue des personnages en toges et en chaussures à languettes. Les sacrifices de porc s’adressent aux Lares et célèbrent les Compitalia ou aux divinités romaines pour les cultes privés comme Héraclès ou Hermès. Enfin on a trouvé des inscriptions en latin allant avec ces représentations.

### Mosaïques

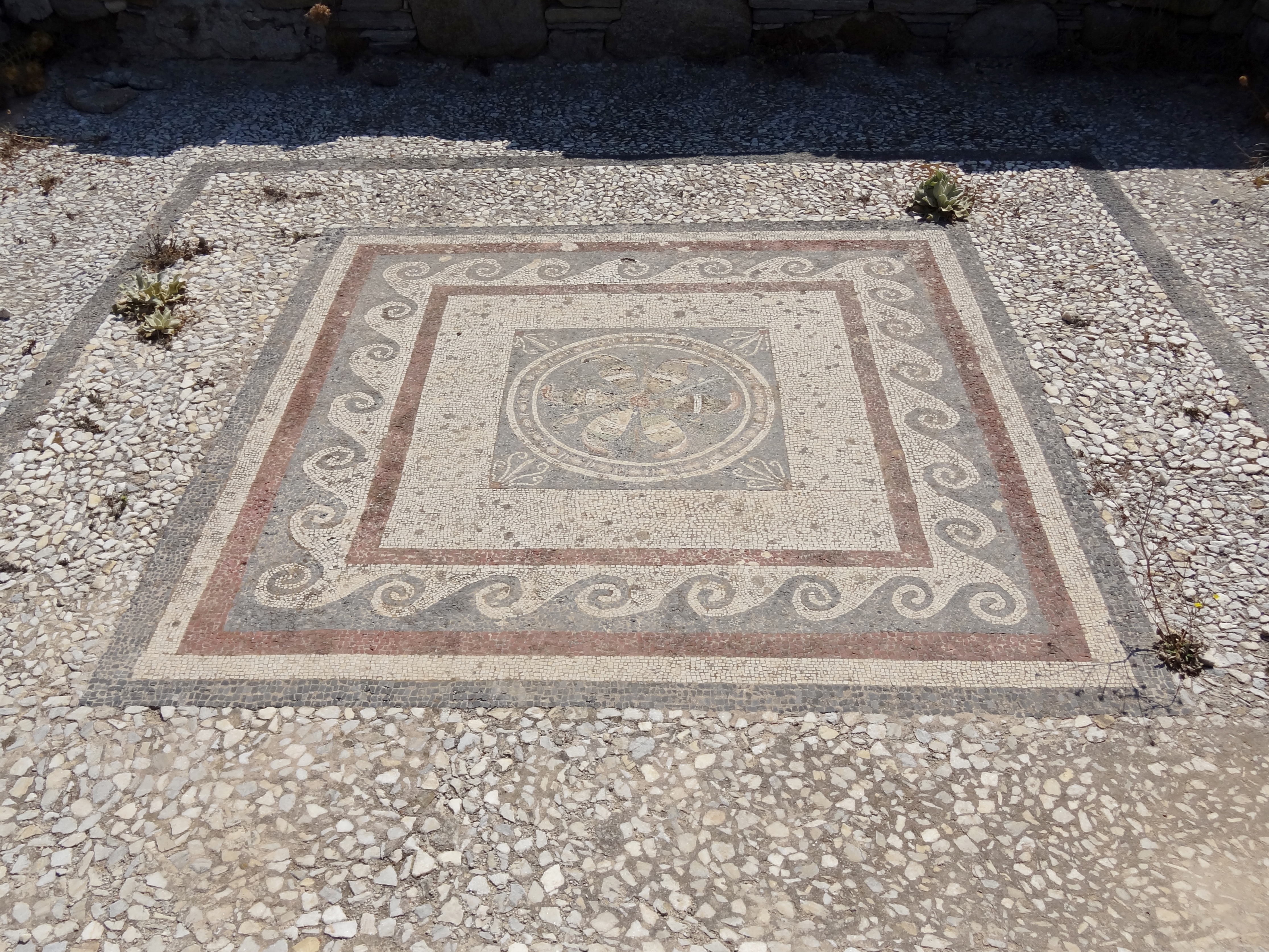
Une mosaïque de Délos portant une rosace centrale entourée d'une bordure avec un motif à une seule vague.

Les mosaïques présentes à Délos datent approximativement de la dernière moitié du IIe siècle av. J.-C. et du premier tiers du Ier siècle av. J.-C. On compte 350 mosaïques de pavement, dont 120 sont plus ou moins décorées. C’est un nombre important mais assez faible au regard de tout ce qui a été fouillé sur l’île. On pense que la plupart des sols étaient en terre battue. Les mosaïques restaient un luxe et se trouvaient donc dans des maisons richement décorées. Les mosaïques décoraient des édifices en tout genre comme des sanctuaires (Sanctuaire des dieux syriens), des lieux publics (Agora des Italiens) ou des maisons privées comme la maison des Dauphins.
 
Plusieurs techniques sont utilisées : la grande majorité est faite en éclat de marbre ou en tuileaux (fragments d’amphores). Les possibilités d’ornements sont limitées, ce qui instaure souvent un décor géométrique simple en blanc et rouge. L’Opus tessellatum a été utilisé pour les décors, avec des éléments irrégulièrement cubiques taillés par le mosaïste et qu’on appelle “tesselles” (généralement 0,8 cm de côté) ; enfin, l’opus vermiculatum pour les images plus détaillées (végétation, personnages…), utilise des tesselles plus petites (entre 0.4 et 0,1 cm).

### Céramique
La plupart des céramiques provenant de Délos ne se trouvent pas au musée de Délos mais à celui de Mykonos. En effet, lors la purification de l’île en 426 av. J.-C., toutes les céramiques présentes dans les tombes ont été transportées sur l’île de Rhénée dans une fosse commune. Quand le site a été fouillé entre 1898 et 1899, tout le matériel a été envoyé à Mykonos.
La céramique dite cycladique disparaît au cours du VIe siècle av. J.-C. Deux régions sont alors en concurrence : l’Attique et Corinthe. Les vases attiques prennent le pas sur les vases corinthiens, la fabrique corinthienne est alors éliminée au milieu du VIe siècle av. J.-C.
Pour la période hellénistique, on date le matériel du IIe siècle av. J.-C.  ou du début du Ier siècle av. J.-C. La large majorité du matériel trouvé est de la vaisselle commune sans décor. On a trouvé des nombreuses lampes ainsi que des figurines en terres cuites rarement entières. Les figurines prennent des formes très variées : figurines masculines et féminines mais aussi représentations de dieux et de héros grecs ainsi que des dieux orientaux, ou encore figures de théâtre.

### Autres objets mobiliers
Délos avait la réputation d’être un centre de fabrication d’objets en bronze. Pline évoque l’Aes deliacum : la vaiselle délienne était en bronze ainsi que des lits en bronze. Or lors des fouilles, on n’a trouvé que peu d’objets en bronze et des pièces dont la fabrication locale n’est pas attestée. Il a fallu attendre la campagne de fouille de 1974 -1975 pour trouver un véritable trésor de bronzes dans la maison des Sceaux où se trouvaient des appliques de mobilier qui ornaient les portes, des lits, des coffres, des coffrets, de la vaisselle et divers ustensiles en bronze.
Une autre découverte est importante à mentionner : 16 000 pastilles portant environ 26 000 à 27 000 empreintes de sceaux ont été trouvés dans la “Maison des Sceaux” dans le Quartier nord et ils dateraient tous du Ier siècle av. J.-C.

### Numismatique
On observe une grande quantité de monnaies différentes du fait de la nature cosmopolite des sanctuaires et de l’importance du commerce sur l’île à l’époque hellénistique. Ce matériel permet d’observer la circulation monétaire dans les Cyclades. On les connaît surtout dans les quartiers d’habitations, mais aussi par les inscriptions, depuis la période classique, les administrateurs du sanctuaire publiaient chaque année l’état de la fortune d’Apollon et faisaient l’inventaire des monnaies à cette occasion. Entre 314 et 167 av. J.-C. les Déliens frappent des monnaies d’argent, essentiellement des drachmes et des hémidrachmes. Le monnayage de Délos prend fin en 167 avec la prise en mains des Athéniens de l’île. Les inventaires des sanctuaires montrent que les Athéniens ont rassemblé les monnaies d’étalon non attique (les monnaies déliennes étaient plus légères) pour les exclure de la circulation.

## Musique
Louis-Nicolas Clérambault a composé une cantate, L'Isle de Délos, opus 17
Élisabeth Jacquet de La Guerre, L'île de Délos, cantate, EJG 38